# Daptonema oxycerca
Daptonema oxycerca is een rondwormensoort uit de familie van de Xyalidae. De wetenschappelijke naam van de soort is voor het eerst geldig gepubliceerd in 1888 door de Man.